# 下川沿村
下川沿村（しもかわぞいむら）は、秋田県北秋田郡にあった村。現在の大館市中心部の西方一帯、米代川右岸、奥羽本線下川沿駅周辺にあたる。

## 地理
- 河川：米代川

## 歴史
- 1889年（明治22年）4月1日 - 町村制の施行により、片山村、餅田村、立花村、川口村の区域をもって発足。
- 1914年（大正3年）7月1日 - 秋田鉄道が大館駅から扇田駅まで開業し、片山停留所が設置される。
- 1934年（昭和9年）6月1日 - 秋田鉄道が日本国有鉄道に買収されると同時に片山停留所が廃止される。
- 1954年（昭和29年）5月1日 - 国鉄奥羽本線 下川沿駅が川口に開業する。[1]
- 1955年（昭和30年）3月1日 - 大館市に編入。同日下川沿村廃止。

## 交通

### 鉄道路線
- 日本国有鉄道[2]
  - 奥羽本線[1]
    - 下川沿駅
- 秋田鉄道（のちの国鉄[2] 花輪線）
  - 片山停留所（1914年に設置。1934年国鉄による買収時に廃止）

### 道路
- 国道7号[3]

## 出身有名人
- 小林多喜二（小説家）